# Sangala obliterata
Sangala obliterata är en fjärilsart som beskrevs av Thierry-mieg 1910. Sangala obliterata ingår i släktet Sangala och familjen mätare. Inga underarter finns listade.